# Сасквач
Сасквач или бигфут (енгл. Sasquatch или Bigfoot), велико је мајмунолико створење које наводно лута у дивљинама Сједињених Америчких Држава и Канаде, посебно око Великих језера, Тихог океана, Стеновитих планина, те на северозападу и југу САД.
Сасквач се описује као крупно човјеколико биће обрасло длаком, јаког торза и висине 2—3 метра. Глава му је мала и ушиљена према врху, без истакнутог врата и чела. Очи су му мале, а над њима налази се јаки коштани гребен. Длака је релативно кратка и кудрава, тамнија код млађих примерака, а црвенкаста код старијих. Биће има карактеристична велика стопала (енгл. Bigfoot), чији су отисци величине до четрдесетак центиметара.
Саскваче су наводно виђали још и амерички Индијанци на западној обали Северне Америке у претколумбовско време. Индијански називи за то створење разликовали су се од племена до племена. Тако су припадници племена Лума звали то створење Тs'emekves, племена која су живела око планине Ст. Хелен звали су га Sкооcооm, а најпознатије индијанско име је Sasquatch које су измислили припадници племена Халкомелем. У Индијанским причама сасквач је опасни канибал који терорише села.
Први јачи доказ о његовом постојању пронашао је Ерик Шиптон 1951. године. Био је то отисак за који је он сматрао да припада Јетију, дивљем човеку с Хималаја. Најпознатији и најјачи доказ о његовом постојању је филм који су снимили трагачи за сасквачом, Роџер Патерсон и Роберт Гимлин, 20. октобра 1961. у Блаф Крику у Калифорнији. Тај снимак је и данас предмет разних расправа. Предложене су разне врсте животиња како би се објаснила виђења сасквача, али ниједна тврдња није доказана. Криптозоолози објашњавају сасквача неоткривеном врстом мајмуна, а неки који верују у сасквача објашњавају га разним паранормалним феноменима. Научне заједнице одбацују постојање сасквача јер нема доказа о постајању било каквог сличног створења. Постоји неколико организација које су посвећење хватању сасквача у Сједињеним Америчким Државама.

## Цитирана библиографија
- Coleman, Loren (2003). Bigfoot!: The True Story of Apes in America. ISBN 978-1-4391-8778-4.